# أسطورة تلال نغونغ (فلم)
أسطورة تلال نجونج (بالإنجليزية: The Legend of Ngong Hills)، هُو فيلم قصير كيني صدر سنة 2011. عُرض الفيلم خلال دورة سنة 2011 من Trinidad and Tobago Film Festival، وفاز بجائزة أفضل فيلم أنيميشن خلال 8th Africa Movie Academy Awards.

## وصلات خارجية
- أسطورة تلال نغونغ على موقع IMDb (الإنجليزية)
- أسطورة تلال نغونغ على موقع قاعدة بيانات الفيلم (الإنجليزية)
- أسطورة تلال نغونغ على موقع ليتربوكسد (الإنجليزية)